# Avenida Guarulhos
A Avenida Guarulhos (antigamente chamada de Estrada da Conceição e Estrada de Guarulhos), localizada na cidade de Guarulhos, é uma via arterial do município que passa pelos bairros de Ponte Grande, Vila Augusta e Centro. É uma das principais vias da cidade e uma das únicas 3 vias municipais (juntamente à Av. Santos Dumont e a Estrada Pres. Juscelino K. de Oliveira) que conectam o município diretamente à cidade de São Paulo. Com pouco menos de 5 quilômetros de extensão, a via é uma das mais tradicionais de Guarulhos e possui diversas opções de localizações de caráter comercial, acadêmico e, principalmente, residencial (embora isso dependa do local específico na avenida). A via se conecta com diversas outras avenidas locais, como a Av. Tiradentes, o Anel Viário de Guarulhos e a Via Dutra, finalizando no cruzamento com a Av. Tiradentes e tendo continuidade na R. Capitão Gabriel, no centro, tendo um papel importantíssimo no transporte urbano intermunicipal, municipal e rodoviário da cidade, com diversas linhas de ônibus passando por sua extensão.

## História
A avenida nasceu como um caminho que, percorrido frequentemente a pé por diversos indivíduos, deixou um rastro que ligou a antiga Vila de São Paulo a Guarús (antigo nome para a região que, posteriormente, se tornaria a cidade de Guarulhos), que é conhecido desde, pelo menos, 1750. A Avenida Guarulhos é uma das mais tradicionais vias de Guarulhos pois, no passado, foi uma das primeiras vias a permitir a ligação de Guarulhos com São Paulo (pelo bairro Penha de França), permitindo e possibilitando o transporte de pessoas, cargas e mercadorias entre uma cidade e outra, contribuindo enormemente para o desenvolvimento da região e sendo oficialmente reconhecida desde o século XXVIII. Após diversos anos, a via foi sendo utilizada como "traçado referencial" para parte do trajeto percorrido pelo Tramway da Cantareira, onde, em suas margens, se localizavam as estações Vila Augusta e Guarulhos (ambas desativadas), onde atualmente se localiza a Praça IV Centenário. Por volta de 1930 a 1950, conforme o Tramway da Cantareira era visto com menos interesse, a Avenida Guarulhos ganhava notoriedade, se tornando uma principal via de deslocamento rodoviário (junto à recém inaugurada Via Dutra), sobrecarregando-a e fazendo-a entrar no "radar" do município, o que faria com que fosse reformada após cerca de 2 décadas, adensando os seus arredores e trazendo comércio e residências para os bairros pelos quais passava. Na década de 1960, a via recebeu o nome de Avenida Guarulhos e permaneceu como uma "rua simples" até meados de 1969, quando foi pavimentada, expandida e modernizada durante a gestão do até então prefeito Waldomiro Pompeo. Com o objetivo de aliviar o grande fluxo de veículos presente na avenida e melhorar a eficiência da malha rodoviária municipal até então, foram elaborados planos diretores para Guarulhos que contemplavam a construção de novos eixos rodoviários e a revitalização dos já existentes (nesse período surgiram também as avenidas Tiradentes e Paulo Faccini) que, consequentemente, deram à Av. Guarulhos um aspecto muito mais próximo ao que se vê atualmente.

## Estado Atual e Planos Futuros
Nos dias atuais, a Avenida Guarulhos é uma avenida de pista unica com duas faixas e com alguns de seus trechos duplicados em regiões comerciais ou com alto fluxo de veículos. Conectando-se a diversas outras vias arteriais do município, desempenha uma função essencial de distribuição do fluxo rodoviário entre os bairros do centro expandido de Guarulhos e arredores. Num futuro próximo, a Avenida Guarulhos pode receber 2 estações de metrô em sua extensão, sendo elas as estações Ponte Grande, da Linha 2-Verde do metrô de São Paulo e a estação Dutra, da Linha 2-Verde e 19-Celeste, retomando as antigas tradições do Tramway da Cantareira, sendo usada como traçado de referência para trazer novamente a Guarulhos o acesso de mais cidadãos.